# 孟瑙
孟瑙是缅甸掸邦孟休县柯西镇区下辖的一个城镇，位于南邦河以西几英里处。

## 历史
在英屬緬甸时期，孟瑙是孟瑙邦的首都，孟瑙邦是掸族各邦中较大的一个邦。1901年，该镇的人口为693人。
2010年，南掸邦军与缅甸国防军在此地爆发过军事冲突。